# Veličko Spasov
Veličko Spasov Meandžijski, makedonski revolucionar, član Notranje Makedonske revolucionerne organizacije, * 1880, Mlado Nagoričane, † 1958, Kumanovo
Veličko Spasov Meandžijski se je rodil leta 1880 v vasi Mlado Nagoričane v bližini Kumanovega v današnji Republiki Makedoniji. Leta 1905 je postal vaški vojvoda pri VMRO. Od leta 1911 je bil četnik v četi pod vodstvom Krsta Lazarova.  Po zavzetju Kumanova s strani odreda med balkansko vojno so srbske okupatorske oblasti, ki je organizacijo prepovedal. Ta se je umaknila v Pirinsko Makedonijo. 27. avgusta 1915 je sodeloval je v bitki proti Srbom pri Orlovcu v bližini Kumanovega. Med prvo svetovno vojno (1914–1918) je bil v službi v makedonski upravi in vojski. 
Po koncu vojne, marca 1919, so ga aretirale srbske oblasti, nato pa je pobegnil v Bolgarijo. Pridruži se obnovljeni VMRO.  Leta 1922 je Krsto Lazarov obnovil svojo četo vojakov, kateri se je pridružil tudi Veličko Spasov Meandžinski. Od leta 1925 je bil poveljnik enote v četi Krasta Lazarova. Po letu 1925 sta postala vstop in gibanje čete zelo otežena, Srbi so utrdili mejo in pogosto postavljali zasede, od leta 1930 pa četa ni mogla več vstopati v Jugoslavijo. Leta 1941 se je Spasov vrnil v Makedonijo. 15. septembra 1942 so na območju Orlovca, na mestu, kjer se je leta 1915 četa Krasta Lazarova bojevala s srbsko vojsko, postavili petmetrski križ in organizirali romanje. Prisotni so bili Krsto Lazarov in dva preživela četnika, Trajan Stojčev in Veličko Spasov. Spasov je umrl po vojni v Jugoslaviji.